# الاتحاد الأردني للريشة الطائرة
الاتحاد الأردني للريشة الطائرة  تأسست الرابطة الأردنية للريشة الطائرة في عام 1993 وهي الهيئة الوطنية لإدارة الريشة الطائرة في الأردن . يقع مقر الجمعية في مدينة الحسين للشباب في عمان.